# Zhang Weili
Zhang Weili (chiń. 张伟丽; ur. 13 sierpnia 1989 w Handan) – chińska zawodniczka mieszanych sztuk walki (MMA). Obecna mistrzyni Ultimate Fighting Championship w wadze słomkowej.

## Życiorys
Urodziła się w Handan, w Chinach. Jej ojciec jest emerytowanym górnikiem, a matka gospodynią domową. Ma jednego starszego brata, który rzucił pracę jako handlarz złotem, aby wesprzeć karierę Zhang, a teraz pracuje na siłowni, gdzie ona trenuje.
Treningi sztuk walki rozpoczęła w młodym wieku, zaczynając w wieku 6 lat od Shaolin Kung Fu pod okiem lokalnego mistrza, po tym jak zainspirowały ją filmy Kung Fu. W szkole podstawowej uprawiała wiele rodzajów sportów, w tym lekkoatletykę, piłkę nożną i tenis stołowy. Kiedy miała 12 lat, rodzice wysłali ją do specjalnej szkoły sztuk walki w Handan, gdzie rozpoczęła treningi sandy i chińskiego stylu zapasów, zwanego Shuai Jiao. Po wielu zwycięstwach w mistrzostwach Sanda prowincji Hebei, została wybrana do drużyny Sanda prowincji Jiangsu, jednak powracająca kontuzja pleców odniesiona podczas treningu zmusiła ją do przedwczesnego zakończenia kariery sportowej w tej dziedzinie.
W wieku 17 lat przeniosła się do Pekinu, gdzie pracowała dorywczo: jako kasjerka w supermarkecie, przedszkolanka, ochroniarz i recepcjonistka w hotelu. W 2010 roku znalazła pracę w lokalnej pekińskiej siłowni jako instruktorka fitness, gdzie mogła za darmo korzystać ze sprzętu po zamknięciu siłowni wieczorami. W tym czasie zaczęła również uczyć się brazylijskiego jiu-jitsu, obserwując innych grapplerów. Później przeszła do pracy w recepcji, dzięki czemu poznała zawodników trenujących na siłowni, jednym z nich był jej idol – Wu Haotian, pionier chińskiego MMA. Po ich znajomości w 2012 roku, Haotian przyprowadził ją do klubu Black Tiger Fight. Tam została zauważona przez trenera Cai Xuejun, który dostrzegł jej potencjał i zaczął ją trenować.
W chińskim programie telewizyjnym w grudniu 2019 roku wspomniała, że Donnie Yen był jej inspiracją do rywalizacji w MMA, a film fabularny Flashpoint z 2007 roku był jej pierwszym wprowadzeniem do sportu MMA. Przyznała również, że Ronda Rousey, a w szczególności jej walka z Liz Carmouche w 2013 roku, dała jej motywację do rzucenia pracy i zajęcia się MMA na pełny etat.

## Kariera MMA

### Wczesna kariera
W zawodowym MMA zadebiutowała w 2013 roku. Po przegranej w swoim debiucie z Meng Bo przez jednogłośną decyzję, dalej wygrywała 11 walk z rzędu, zanim zmierzyła się z Simone Duarte o mistrzostwo Kunlun Fight Female wagi słomkowej 25 maja 2017 roku. Tytuł mistrzowski wywalczyła na wydarzeniu Kunlun Fight MMA 11, kiedy to pokonała rywalkę przez TKO w drugiej rundzie.
W pierwszej obronie tytułu, do której przystąpiła 1 czerwca 2017 roku na gali Kunlun Fight MMA 12 zawalczyła przeciwko Aline Sattelmayer, którą pokonała przez jednogłośną decyzję.
22 lipca 2017 roku podjęła próbę zdobycia drugiego tytułu, kiedy to rzuciła wyzwanie Seo Ye-dam o wakujące mistrzostwo organizacji Top FC w wadze słomkowej na gali TOP FC 15. Wygrała walkę przez TKO w drugiej rundzie, zdobywając tytuł.
28 sierpnia 2017 roku na Kunlun Fight MMA 14 drugi raz obroniła tytuł KLF w walce przeciwko Marilii Santos, którą pokonała przez TKO w drugiej rundzie.
Przed podpisaniem kontraktu z UFC zgromadziła bilans 16-1.

### UFC
Pierwszą walkę dla amerykańskiej organizacji stoczyła 4 sierpnia 2018 roku na UFC 227. Zmierzyła się wówczas z Danielle Taylor i wygrała walkę jednogłośną decyzją.
24 listopada 2018 roku zmierzyła się z Jessicą Aguilar na gali UFC Fight Night: Blaydes vs. Ngannou 2. Poddała rywalkę w pierwszej rundzie.
Weili zmierzyła się z Tecią Torres 3 marca 2019 roku na gali UFC 235. Walkę wygrała przez jednogłośną decyzję.
Następnie skrzyżowała rękawice z Jéssicą Andrade o mistrzostwo UFC w wadze słomkowej kobiet 31 sierpnia 2019 roku na gali UFC on ESPN+ 15. Wygrała walkę przez techniczny nokaut w pierwszej rundzie i została nową mistrzynią wagi słomkowej, w tym pierwszą w historii UFC mistrzynią z Chin. Zwycięstwo to przyniosło jej pierwszy bonus za występ wieczoru.
W pierwszej obronie swojego tytułu zmierzyła się z byłą mistrzynią UFC w wadze słomkowej, Joanną Jędrzejczyk w dniu 7 marca 2020 roku na UFC 248. Podczas przygotowań przeniosła swój obóz treningowy z Chin do Tajlandii, a później przeniosła się do Dubaju z powodu pandemii COVID-19, ponieważ przepisy TSA mówiły o dwutygodniowej kwarantannie nałożonej na każdego obywatela spoza USA, któremu przyznano prawo wjazdu do Stanów Zjednoczonych, jeśli ostatnio przebywał w Chinach. Po wielu nieudanych próbach uzyskania wizy amerykańskiej do walki w wydarzeniach UFC w USA, 19 lutego 2020 roku, otrzymała wizę amerykańską do walki na UFC 248. Wygrała walkę przez niejednogłośną decyzję, co było jej pierwszą udaną obroną tytułu wagi słomkowej UFC. Zwycięstwo to było również jej pierwszą nagrodą za walkę wieczoru. Walka ta została uznana przez wielu ekspertów i dziennikarzy za najlepszą walkę w historii kobiecego MMA.
W drugiej obronie tytułu zmierzyła się z Rose Namajunas w terminie 24 kwietnia 2021 roku na UFC 261. Walkę przegrała przez nokaut na początku pierwszej rundy.
Do rewanżu obu zawodniczek doszło 6 listopada 2021 na UFC 268. Chinka po raz kolejny musiała uznać wyższość rywalki, przegrywając tym razem niejednogłośną decyzją.
11 czerwca 2022 podczas UFC 275 doszło do jej pojedynku rewanżowego z Joanną Jędrzejczyk. Wygrała przez nokaut obrotowym backfistem w 2 rundzie. Organizacja nagrodziła ją bonusem za najlepszy występ wieczoru tej gali.
W drugiej walce wieczoru gali UFC 281, która odbyła się 12 listopada 2022 poddała duszeniem zza pleców Carlę Esparzę i odzyskała pas wagi słomkowej.
Do pierwszej obrony pasa przystąpiła 19 sierpnia 2023, podczas drugiej, głównej walce wieczoru wydarzenia UFC 292: Sterling vs. O'Malley. Zhang pokonała jednogłośnie na punkty (50-43, 50-44, 49-45) pretendentkę z Brazylii, Amandę Lemos.
Na jubileuszowej gali UFC 300, która odbyła się 13 kwietnia 2024 w T-Mobile Arena stanęła do drugiej obrony pasa mistrzowskiego kategorii słomkowej, mierząc się ze swoją rodaczką, Yan Xiaonan. Zwyciężyła jednogłośną decyzją sędziów.
8 lutego 2025 w drugiej walce wieczoru gali UFC 312 w Sydney przystąpiła do czwartej obrony mistrzowskiego pasa, mierząc się z niepokonaną Tatianą Suarez. Weiili pewnie wypunktowała swoją rywalkę na dystansie pięciu rund, zadając jej pierwszą zawodową porażkę. Wyrównała tym samym rekord Joanny Jędrzejczyk w liczbie wygranych walk mistrzowskich w kategorii słomkowej.

## Inne przedsięwzięcia
W maju 2020 roku ogłoszono, że została ambasadorką marki kosmetycznej Estée Lauder w Chinach i została wybrana jako twarz ich nowej linii kosmetyków do makijażu Double Wear. W tym samym roku wystąpiła w reklamie Audi. W 2021 roku została mianowana globalnym ambasadorem firmy Hyperice, zajmującej się technologią odzyskiwania danych. Miała również umowy patronackie z markami odzieżowymi Under Armour i Heilan Home, firmą handlu elektronicznego JingDong i producentem napojów alkoholowych Wusu Beer.

## Osiągnięcia

### Mieszane sztuki walki
- Kunlun Fight
  - 2017: Mistrzyni Kunlun MMA w wadze słomkowej
- Top Fighting Championship
  - 2017: Mistrzyni Top FC w wadze słomkowej
- Ultimate Fighting Championship
  - 2019–2021: Mistrzyni Ultimate Fighting Championship w wadze słomkowej
  - 2022: Mistrzyni Ultimate Fighting Championship w wadze słomkowej[2]

## Lista zawodowych walk w MMA
| Wynik     | Bilans | Przeciwnik (bilans przed walką) | Rozstrzygnięcie                             | Runda | Czas | Rozgrywki                              | Data       | Miejsce     | Uwagi                                                                                     |
| --------- | ------ | ------------------------------- | ------------------------------------------- | ----- | ---- | -------------------------------------- | ---------- | ----------- | ----------------------------------------------------------------------------------------- |
| Wygrana   | 26-3   | Tatiana Suarez (10-0)           | Decyzja (jednogłośna)                       | 5     | 5:00 | UFC 312                                | 08.02.2025 | Sydney      | Obroniła pas mistrzowski UFC w wadze słomkowej. Co-Main Event                             |
| Wygrana   | 25-3   | Xiaonan Yan (17-3. 1NC)         | Decyzja (jednogłośna)                       | 5     | 5:00 | UFC 300                                | 13.04.2024 | Las Vegas   | Obroniła pas mistrzowski UFC w wadze słomkowej. Co-Main Event                             |
| Wygrana   | 24-3   | Amanda Lemos (13-2-1)           | Decyzja (jednogłośna)                       | 5     | 5:00 | UFC 292                                | 19.08.2023 | Boston      | Obroniła pas mistrzowski UFC w wadze słomkowej. Co-Main Event                             |
| Wygrana   | 23-3   | Carla Esparza (19-6)            | Poddanie (duszenie zza pleców)              | 2     | 1:05 | UFC 281                                | 12.11.2022 | Nowy Jork   | Zdobyła pas mistrzowski UFC w kategorii słomkowej. Co-Main Event                          |
| Wygrana   | 22-3   | Joanna Jędrzejczyk (16-4)       | KO (obrotowy backfist)                      | 2     | 2:28 | UFC 275                                | 11.06.2022 | Kallang     | Eliminator do walki o pas mistrzowski UFC w kategorii słomkowej. Bonus za występ wieczoru |
| Przegrana | 21-3   | Rose Namajunas (10-4)           | Decyzja (niejednogłośna)                    | 5     | 5:00 | UFC 268                                | 06.11.2021 | Nowy Jork   | Walka o pas mistrzowski UFC w kategorii słomkowej. Co-Main Event                          |
| Przegrana | 21-2   | Rose Namajunas (9-4)            | KO (wysokie kopnięcie na głowę)             | 1     | 1:18 | UFC 261                                | 24.04.2021 | Las Vegas   | Straciła pas mistrzowski UFC w słomkowej kobiet. Co-Main Event                            |
| Wygrana   | 21-1   | Joanna Jędrzejczyk (16-3)       | Decyzja (niejednogłośna)                    | 5     | 5:00 | UFC 248                                | 07.03.2020 | Las Vegas   | Obroniła pas mistrzowski UFC w słomkowej kobiet. Bonus za walkę wieczoru. Co-Main Event   |
| Wygrana   | 20-1   | Jessica Andrade (20-6)          | KO (kolana i ciosy pięściami)               | 1     | 0:42 | UFC Fight Night: Andrade vs. Zhang     | 31.08.2019 | Shenzhen    | Zdobyła pas mistrzowski UFC w słomkowej kobiet. Bonus za występ wieczoru. Main Event      |
| Wygrana   | 19-1   | Tecia Torres (10-3)             | Decyzja (jednogłośna)                       | 3     | 5:00 | UFC 235                                | 02.03.2019 | Las Vegas   |                                                                                           |
| Wygrana   | 18-1   | Jessica Aguilar (20-6)          | Poddanie (dźwignia prosta na staw łokciowy) | 1     | 3:41 | UFC Fight Night: Blaydes vs. Ngannou 2 | 24.11.2018 | Pekin       |                                                                                           |
| Wygrana   | 17-1   | Danielle Taylor (9-3)           | Decyzja (jednogłośna)                       | 3     | 5:00 | UFC 227                                | 04.08.2018 | Los Angeles | Debiut w UFC                                                                              |
| Wygrana   | 16-1   | Bianca Sattelmayer (7-8)        | Poddanie (dźwignia prosta na staw łokciowy) | 1     | 3:29 | Kunlun Fight MMA 15                    | 03.10.2017 | Seul        | Limit umowny do -54 kg                                                                    |
| Wygrana   | 15-1   | Marilia Santos (8-1)            | TKO (łokcie)                                | 2     | 3:20 | Kunlun Fight MMA 14                    | 24.08.2017 | Yantai      | Obroniła pas mistrzyni KLF wadze słomkowej                                                |
| Wygrana   | 14-1   | Ye-dam Seo (2-0)                | TKO (łokcie i ciosy pięściami)              | 2     | 1:35 | Top FC 15                              | 22.07.2017 | Seul        | Zdobyła wakujący pas mistrzyni Top FC w wadze słomkowej                                   |
| Wygrana   | 13-1   | Aline Sattelmayer (12-9)        | Decyzja (jednogłośna)                       | 3     | 5:00 | Kunlun Fight MMA 12                    | 01.06.2017 | Yantai      | Obroniła pas mistrzyni Kunlun Fight w wadze słomkowej                                     |
| Wygrana   | 12-1   | Simone Duarte (4-0)             | TKO (ciosy pięściami)                       | 1     | 2:29 | Kunlun Fight MMA 11                    | 25.05.2017 | Jining      | Zdobyła pas mistrzyni Kunlun Fight w wadze słomkowej                                      |
| Wygrana   | 11-1   | Nayara Hemily (4-4)             | Poddanie (duszenie gilotynowe)              | 1     | 0:41 | Kunlun Fight MMA 9                     | 25.02.2017 | Sanya       |                                                                                           |
| Wygrana   | 10-1   | Veronica Grenno (4-1)           | TKO (kolano na korpus)                      | 1     | 1:50 | Kunlun Fight MMA 8                     | 02.01.2017 | Sanya       |                                                                                           |
| Wygrana   | 9-1    | Karla Benitez (13-10-1)         | KO (ciosy)                                  | 1     | 2:15 | Kunlun Fight MMA 7                     | 15.12.2016 | Pekin       | Obroniła pas mistrzyni Kunlun Fight w wadze słomkowej                                     |
| Wygrana   | 8-1    | Maira Mazar (4-1)               | Poddanie (duszenie zza pleców)              | 1     | 4:11 | Kunlun Fight 53                        | 24.09.2016 | Pekin       | Zdobyła wakujący pas mistrzyni Kunlun Fight w wadze słomkowej                             |
| Wygrana   | 7-1    | Emi Fujino (18-9)               | TKO (przerwanie przez lekarza)              | 2     | 2:51 | Kunlun Fight 49                        | 07.08.2016 | Tokio       | Powrót do wagi słomkowej                                                                  |
| Wygrana   | 6-1    | Liliya Kazak (4-3-1)            | KO (wysokie kopnięcie na głowę)             | 2     | 4:13 | Kunlun Fight 47                        | 10.07.2016 | Nankin      |                                                                                           |
| Wygrana   | 5-1    | Alice Ardelean (3-4)            | Poddanie (duszenie zza pleców)              | 2     | 4:41 | Kunlun Fight MMA 5 / Top FC 11         | 22.05.2016 | Seul        | Debiut w wadze muszej                                                                     |
| Wygrana   | 4-1    | Svetlana Gotsyk (3-2)           | TKO (ciosy pięściami)                       | 2     | 2:29 | Kunlun Fight 38 / Super Muaythai 2016  | 21.02.2016 | Pattaya     |                                                                                           |
| Wygrana   | 3-1    | Samantha Jean-Francois (2-1)    | TKO (ciosy pięściami)                       | 1     | 3:37 | Kunlun Fight 35                        | 19.12.2015 | Luoyang     |                                                                                           |
| Wygrana   | 2-1    | Huang Mei (1-0)                 | Poddanie (dźwignia zza pleców)              | 1     | 0:40 | CKF 10/27                              | 27.10.2014 | Qian’an     | Limit umowny -60 kg                                                                       |
| Wygrana   | 1-1    | Wu Shuxia (0-0)                 | Poddanie (dźwignia prosta na staw łokciowy) | 1     | 1:56 | CKF 10/14                              | 14.04.2014 | Qian’an     | Limit umowny -60 kg                                                                       |
| Przegrana | 0-1    | Meng Bo (0-0)                   | Decyzja (jednogłośna)                       | 2     | 5:00 | China MMA League                       | 09.11.2013 | Xuchang     | Debiut w MMA                                                                              |

## Wyróżnienia
Weili otrzymała hawajskie lei i koronę od hawajskiej Reprezentantki Tulsi Gabbard.